# Wysoke (obwód wołyński)
Wysoke (ukr. Високе) – wieś na Ukrainie, w obwodzie wołyńskim, w rejonie kowelskim. W 2001 roku liczyła 42 mieszkańców.  
Znajduje się tu przystanek kolejowy Wysokyj Chutir, położony na linii Kowel–Jagodzin.
W 1946 roku chutor Wyżówka (ukr. Вижівка, Wyżiwka) został przemianowany na Wysokyj, a po nadaniu statusu wsi miejscowość otrzymała obecną nazwę.
Do 2020 w rejonie lubomelskim.